# 纳流体
纳流体（英語：Nanofluid）是指包含纳米颗粒的流体。这些纳米颗粒的材料通常是金属、氧化物、碳化物、或是等，而基液则通常是水、乙二醇和油等。